# 나카무라 히데유키
나카무라 히데유키(일본어: 中村 英之, 1984년 6월 3일 ~ )는 일본의 전 축구 선수이다.

## 구단 경력
과거 미토 홀리호크, 더스파구사쓰 군마, FC 기후, 몬테디오 야마가타에서 활동하였다.